# Bretagne-d’Armagnac
Bretagne-d’Armagnac (gaskognisch Bretanha d’Armanhac) ist eine französische Gemeinde mit 400 Einwohnern (Stand 1. Januar 2022) im Département Gers in der Region Okzitanien (bis 2015 Midi-Pyrénées); sie gehört zum Arrondissement Condom und zum Gemeindeverband Grand Armagnac. Die Bewohner nennen sich Bretons/Bretonnes.

## Geografie
Die Gemeinde Bretagne-d’Armagnac liegt rund 45 Kilometer nordwestlich von Auch im Norden des Départements Gers. Sie besteht aus zahlreichen Streusiedlungen und Einzelgehöften. Die Izaute markiert die östliche Gemeindegrenze. Nachbargemeinden sind Castelnau-d’Auzan im Norden, Montréal im Nordosten, Cazeneuve im Osten und Süden sowie Eauze im Süden und Westen. Es gibt zahlreiche Weinberge.

## Geschichte
Im Mittelalter lag Bretagne-d’Armagnac innerhalb der Region Eauzan in der historischen Landschaft Gascogne und teilte deren Schicksal. Bretagne-d’Armagnac gehörte von 1793 bis 1801 zum District Condom. Seit 1801 ist Bretagne-d’Armagnac dem Arrondissement Condom zugeteilt und gehörte von 1793 bis 2015 zum Wahlkreis (Kanton) Eauze.

## Bevölkerungsentwicklung
| Jahr                       | 1962 | 1968 | 1975 | 1982 | 1990 | 1999 | 2006 | 2011 | 2020 |
| Einwohner                  | 416  | 388  | 363  | 392  | 345  | 345  | 378  | 413  | 397  |
| Quellen: Cassini und INSEE |      |      |      |      |      |      |      |      |      |

## Sehenswürdigkeiten
- Kirche Saint-Jean-Baptiste
- Steinkreuz vor der Kirche

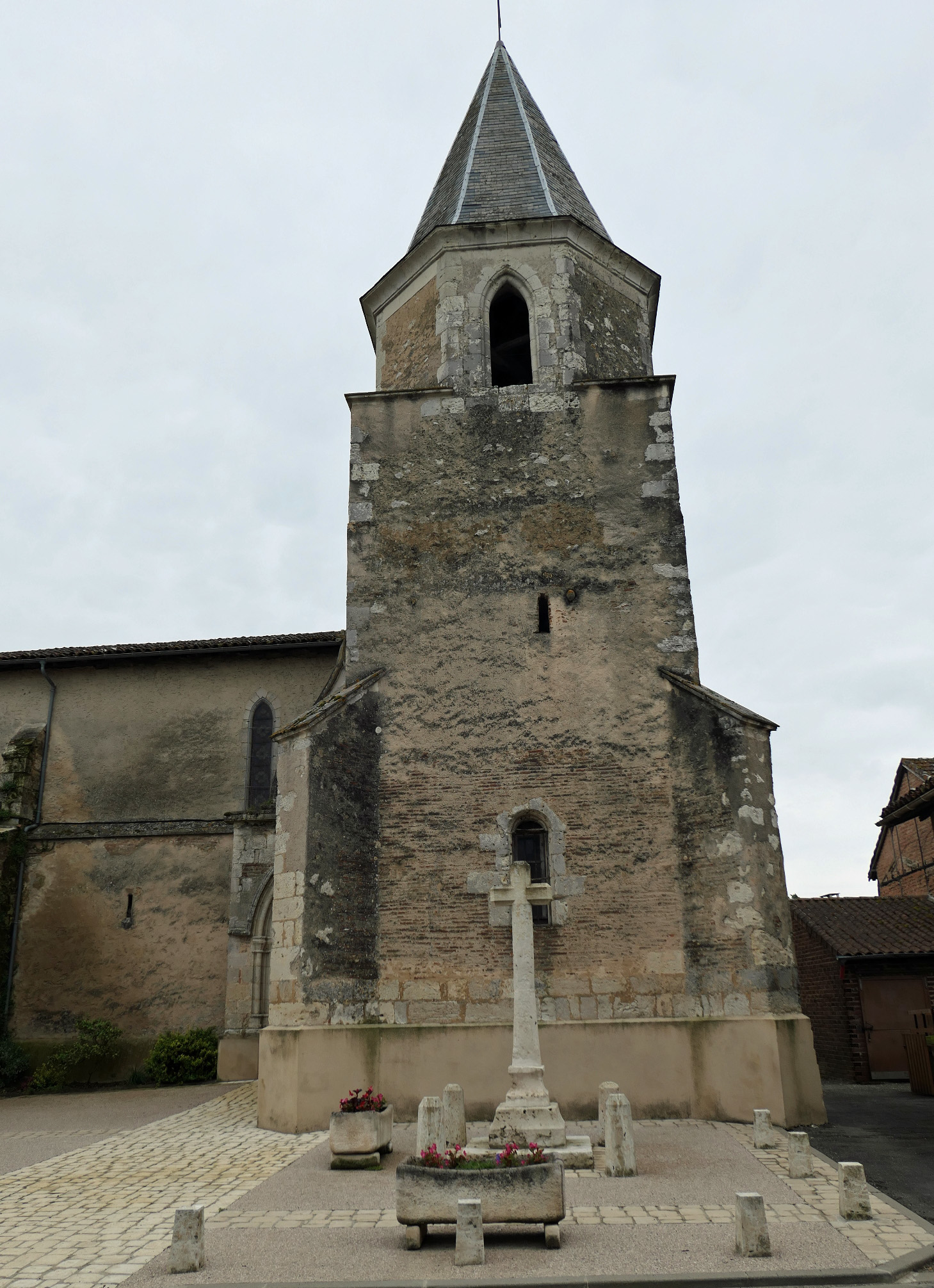
Kirche Saint-Jean-Baptiste

- zwei Lavoirs (ehemalige Waschhäuser), im Dorf und an der Straße nach Ménard
- Denkmal für die Gefallenen[3]

## Persönlichkeiten
- Joseph Denvignes (1866–1941), General